# Коця Воля
Коця Воля (пол. Kocia Wólka) — частина села Тарнаватка-Тартак у Польщі, в Люблінському воєводстві Томашівського повіту, ґміни Тарнаватка.

## Історія
Первісним населенням Коці Волі були русини-лемки, які компактно проживали на своїх історичних землях.